# Gomphus pulchellus
Gomphus pulchellus – gatunek ważki z rodziny gadziogłówkowatych (Gomphidae).

## Występowanie
Zamieszkuje głównie zachodnią Europę – od Półwyspu Iberyjskiego po Niemcy, zachodnią Austrię i Szwajcarię. Potwierdzono jego obecność również w północnych Włoszech i Chorwacji. Obserwowana jest ekspansja tego gatunku na północ i wschód wiązana z ociepleniem klimatu. 
W 2014 roku odnotowano pierwsze potwierdzone stwierdzenie w Czechach, w 2010 roku odłowiono larwę w rzece w Czarnogórze, a w 2014 i 2015 roku stwierdzono larwy i wylinki nad Jeziorem Szkoderskim położonym na granicy Czarnogóry i Albanii. Stare stwierdzenia z niektórych krajów środkowej i południowo-wschodniej Europy (w tym z terenów Polski, Słowacji, Węgier, Rumunii i Macedonii Północnej) uznawane są za wątpliwe.